# Orde de la Resistència (Luxemburg)

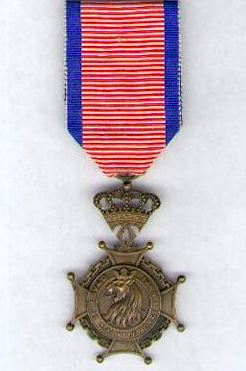
Creu de l'Orde de la Resitència.

L'Orde de la Resistència va ser creada el 30 de març de 1946 per decret de la Gran Duquessa Carlota de Luxemburg. S'adjudica a persones per la seva especial valentia i sacrifici durant l'ocupació alemanya 1940-44. La condecoració pot atorgar-se a estrangers i també pòstumament. La Creu de l'orde pot ser atorgada a títol pòstum solament per la modificació dels estatuts del 24 de desembre de 2003.
La cerimònia es portarà a terme a proposta del ministre de l'Interior, i prèvia consulta amb el Consell de l'Orde de la Resistència.

## Graus
- Creu
- Medalla